# Pyrrhopyge papius
Espèce
Pyrrhopyge papius est une espèce de lépidoptères (papillons) de la famille des Hesperiidae, de la sous-famille des Pyrginae, de la tribu des Pyrrhopygini et du genre Pyrrhopyge.

## Dénomination
Pyrrhopyge papius a été nommé par Carl Heinrich Hopffer en 1874.

### Nom vernaculaire
Pyrrhopyge papius se nomme Papius Firetip ou Shoulder-streaked Firetip en anglais.

### Sous-espèces
- Pyrrhopyge papius papius; présent en Colombie, au Venezuela, en Équateur et au Pérou.
- Pyrrhopyge papius pasca Evans, 1951; présent en Colombie[1],[3].

## Description
Pyrrhopyge papius est un papillon d'une envergure d'environ 48 mm au corps trapu noir, aux côtés du thorax et l'extrémité de l'abdomen rouge orangé. 
Les ailes sont de couleur marron très foncé brillant à frange blanche.

## Écologie et distribution
Pyrrhopyge papius est présent en Colombie, au Venezuela, en Équateur et au Pérou,.

### Biotope
Pyrrhopyge papius réside dans la forêt primaire humide entre 500 m et 1 200 m.

### Protection
Pas de statut de protection particulier.